# تودورچتا
تودورچتا (به بلغاری: Todorcheta) یک منطقهٔ مسکونی در بلغارستان است که در شهرستان گابروو واقع شده‌است.